# For the Defense
For the Defense är en amerikansk långfilm från 1930 i regi av John Cromwell, med William Powell, Kay Francis, Scott Kolk och William B. Davidson i rollerna.

## Handling
William Foster (William Powell) är en framgångsrik advokat som på de mest otroliga sätt kan vinna i rättegångsalen. Men när hans flickvän Irene Manners (Kay Francis) blir åtalad för dråp efter en bilolycka, betvivlar han att han kan vinna. Hans försök att vända målet till sin fördel leder till att han dömd till fem års fängelse för jurypåverkan. Foster måste nu komma ut ur den knipa han satt sig.

## Rollista
| William Powell      | – William Foster                    |
| Kay Francis         | – Irene Manners                     |
| Scott Kolk          | – Jack Defoe                        |
| William B. Davidson | – Distriktsåklagare Stone           |
| John Elliott        | – McGann                            |
| Thomas E. Jackson   | – Daly                              |
| Harry Walker        | – Miller                            |
| James Finlayson     | – Parrott                           |
| Charles West        | – Joe                               |
| Charles Sullivan    | – Charlie (Fosters chaufför)        |
| Ernie Adams         | – Eddie Withers                     |
| Bertram Marburgh    | – Domare Evans                      |
| Edward LeSaint      | – Domare vid den första rättegången |
| George Hayes        | – Ben                               |